# 1733
Перша наукова революція •  Глухівський період в історії Гетьманщини •  Російська імперія

## Геополітична ситуація
Османську імперію очолює Махмуд I (до 1754). Під владою османського султана перебувають Близький Схід та Єгипет, Середземноморське узбережжя Північної Африки, частина Закавказзя, значні території в Європі: Греція, Болгарія та Сербія. Васалами османів є Волощина та Молдова.
Священна Римська імперія охоплює, крім німецьких земель, Угорщину з Хорватією, Трансильванію, Богемію, Північну Італію, Австрійські Нідерланди. Її імператор — Карл VI Габсбург (до 1740). Король Пруссії — Фрідріх-Вільгельм I (до 1740).
На передові позиції в Європі вийшла Франція, якою править Людовик XV (до 1774). Франція має колонії в Північній Америці та Індії.
Король Іспанії — Філіп V з династії Бурбонів (до 1746). Королівству Іспанія належать південь Італії, Нова Іспанія, Нова Гранада та Віцекоролівство Перу в Америці, Філіппіни. Королем Португалії є Жуан V (до 1750). Португалія має володіння в Бразилії, в Африці, в Індії, в Індійському океані й Індонезії.
Північ Нідерландів займає Республіка Об'єднаних провінцій. Вона має колонії в Північній Америці, Індонезії, на Формозі та на Цейлоні. Великою Британією править Георг II (до 1760). Британія має колонії в Північній Америці, на Карибах та в Індії. Король Данії та Норвегії — Крістіан VI (до 1746), на шведському троні сидить Фредерік I (до 1751). На Апеннінському півострові незалежні Венеціанська республіка та Папська область. у Речі Посполитій королює Август III Фрідріх (до 1763). На троні Російської імперії сидить Анна Іванівна (до 1740).
Україну розділено по Дніпру між Річчю Посполитою та Російською імперією. Гетьман Лівобережної України — Данило Апостол. Пристановищем козаків є Олешківська Січ. Існує Кримське ханство, якому підвладна Ногайська орда.
В Ірані правлять Сефевіди.
Значними державами Індостану є Імперія Великих Моголів, Імперія Маратха. В Китаї править Династія Цін. В Японії триває період Едо.

## Події

### В Україні
- Кошовим отаманом Війська Запорозького обрано Івана Білицького.

### У світі
- Помер польський король Август Фрідріх II.
  - Сейм проголосував за повернення на трон Станіслава Лещинського, однак Росія виступала на користь Августа III. Російські війська прогнали Лещинського з Речі Посполитої.
  - Розпочалася Війна за польську спадщину.
  - Франція оголосила війну Австрії.
  - Між Францією та Іспанією укладено першу сімейну угоду.
- Засновано місто Саванна.
- Перси на чолі з Надер Шахом завдали поразки туркам у битві під Кіркуком.
- Спалахнуло повстання рабів на острові Сент-Джон у Данській Вест-Індії.

### Наука та культура
- Шарль дю Фе відкрив два типи електричного заряду, які тепер відомі як позитивний і негативний.
- Джон Кей запатентував ткацький верстат із летючим човником.
- Англійський архітектор Вільям Кент винайшов дитячу коляску.
- Стівен Гейлс опублікував книгу «Гемостатика» (Haemastaticks), у якій навів результати вимірювання кров'яного тиску.
- Джироламо Саккері вивчав, що було б, якби п'ята аксіома Евкліда була б хибною.
- Абрахам де Муавр запровадив нормальний розподіл як граничний випадок біноміального розподілу.
- У судочинстві Великої Британії англійська мова замінила латинь і юридичну французьку.
- Вітус Беринг вирушив у свою другу експедицію.

## Народились
див. також Категорія:Народились 1733

## Померли
див. також Категорія:Померли 1733
- 9 лютого — Амалія Генрієтте фон Сайн-Вітгенштейн-Берлебург (нар. 1664), графиня лінії Сайн-Вітгенштейн-Берлебург[ru] і через одруження графиня Ізенбург-Бюдінген в Меерхолц, засновник лінії Ізенбург-Бюдінген-Меерхолц.